# Filtración de documentos sobre Guantánamo
La filtración de documentos secretos sobre Guantánamo fue una filtración de documentos secretos relativos al Centro de detención de Guantánamo que comenzó el 25 de abril de 2011 de la mano de WikiLeaks y otras organizaciones similares. Todas ellas comenzaron a publicar 779 documentos sobre ese campo de detención. Los documentos filtrados incluyen dosieres clasificados, entrevistas y memorias internas realizadas por la Unidad del Pentágono destacada en Guantánamo clasificados como "secretos" o "noform" (información para no compartir con representantes de otros países). Estos documentos prueban el frágil estado mental de algunos detenidos como el de un niño de 14 años o el de un anciano de 89.